# Greșu
Greșu – wieś w Rumunii, w okręgu Vrancea, w gminie Tulnici. W 2011 roku liczyła 89
mieszkańców.